# کیم چای وون (نویسنده)
کیم چای وون (Kim Chae-won) نویسنده ای اهل کره جنوبی است که بیشتر به خاطر کیفیت رؤیایی نثرش شناخته شده‌است.
کیم چای وون در سال ۱۹۴۶ در Deokso، استان گیونگگی به دنیا آمد. او نقاشی را در دانشگاه Ewha Womans خواند.
خواهر بزرگتر او کیم جی وون نیز رمان‌نویس است و هر دو خواهر جایزه ادبی معتبر یی سانگ را دریافت کرده‌اند. آنها در مجموعه داستان‌های کوتاه «خانه دوردست دریای دور» و «خانه، او آنجا نبود» همکاری کرده‌اند.
زخم‌های تاریخ مدرن کره در انتهای آثار کیم قرار دارد که با زیبایی‌شناسی خیال‌انگیز و رؤیایی آن مشخص می‌شود.

## جوایز
در سال ۱۹۸۹ جایزه ادبی یی سانگ برای «فانتزی زمستانی» به او اهدا شد.

## ترجمه
- Wintervision (آلمانی)
- Espejismos de otoño (اسپانیایی)
- Contos contemporâneos Coreanos (پرتغالی)
- دست ماه (پسر داروی)
- خانه یخی (Eoreum jip)
- ماه عسل (Mirwol)
- کلاه سبز (Chorok bit moja)
- خاطرات کوهستانی (Sanjunggi)
- The Breath of May (Oworui sumgyeol)
- فانتزی تابستانی (Yeoreumui hwan)
- آهنگ بی کلام (Mueonga)